# Рікардо Гарсія
Рікардо Гарсія  (порт. Ricardo Garcia, 1 травня 1987) — бразильський волейболіст, олімпійський медаліст.

## Виступи на Олімпіадах
| Олімпіада   | Дисципліна | Місце |
| ----------- | ---------- | ----- |
| Афіни 2004  | волейбол   | 1     |
| Лондон 2012 | волейбол   | 2     |